# Cheirostylis nuda
Cheirostylis nuda là một loài thực vật có hoa trong họ Lan. Loài này được (Thouars) Ormerod mô tả khoa học đầu tiên năm 2002.